# Tetravinyletheen
Tetravinyletheen is een onverzadigde koolwaterstof met als brutoformule C10H12. Deze kleine molecule is een geconjugeerd systeem dat tevens kruisconjugatie vertoont.

## Synthese
De synthese van tetravinyletheen werd voor het eerst beschreven door Lars Skattebøl in 1966. De bestraling met ultraviolet licht met golflengte 254 nm van de tetraeen-verbinding 2,3-divinyl-1,3-cyclohexadieen (DVC, afgeleid uit 1,5-cyclo-octadieen) leverde tetravinyletheen op. De opbrengst van de reactie na bestraling gedurende 1 uur was ongeveer 7%:
Pas in 2014 publiceerden Paddon-Row en Sherburn en medewerkers een alternatieve synthese van tetravinyletheen. Het is een viervoudige Stille-reactie van vinyl-tri-n-butylstannaan en tetrachlooretheen:
De reactie gaat door bij 60°C en gebruikt de Buchwalds XPhos-ligand. De opbrengst bedraagt 64%.
Tri-n-butyltinchloride is het bijproduct. Dat kan door reactie met vinylmagnesiumbromide geregenereerd worden tot vinyl-tri-n-butylstannaan.

## Eigenschappen en reacties
Tetravinyletheen is een vloeistof en is bij kamertemperatuur stabiel in licht en lucht. Bij verwarming of bestraling met ultraviolet ondergaat het een 6π-elektrocyclische reactie tot DVC.
Tetravinyletheen en DVC kunnen meervoudige diels-alderreacties ondergaan waarbij bi-, tri- en tetracyclische gefuseerde ringsystemen gevormd worden.